# Ainārs Linards
Ainārs Linards (ur. 12 maja 1964) – łotewski piłkarz występujący na pozycji pomocnika.

## Kariera klubowa
Linards karierę rozpoczynał w 1982 roku w trzecioligowym Liepājas Metalurgs. W trakcie sezonu 1987 odszedł do drugoligowej Daugavy Ryga, ale po jego zakończeniu wrócił do Zvejnieksu. W sezonie 1989 ponownie przeszedł do Daugavy, ale w 1990 roku powrócił do Zvejnieksu, noszącego już nazwę Olimpija. W 1992 roku wraz z klubem rozpoczął starty w nowo powstałej lidze łotewskiej.
W 1992 roku Linards został graczem szwedzkiego Örebro SK z Allsvenskan. Po sezonie 1992 odszedł jednak do drugoligowego Spårvägens FF. Spędził tam dwa sezony, a w 1995 roku wrócił do Olimpiji, która w międzyczasie zmieniła nazwę DAG Lipawa. W kolejnych dwóch sezonach występował z nią w lidze łotewskiej także pod nazwami Baltika Lipawa oraz Metalurgs Lipawa. W 1997 roku zakończył karierę.

## Kariera reprezentacyjna
W reprezentacji Łotwy Linards zadebiutował 8 kwietnia 1992 w przegranym 0:2 towarzyskim meczu z Rumunią. 10 lipca 1992 w wygranym 2:1 pojedynku Baltic Cup z Estonią strzelił dwa gole, które jednocześnie były jego pierwszymi w kadrze.
W latach 1992–1997 w drużynie narodowej Linards rozegrał 21 spotkań i zdobył 5 bramek.